# Marie-Christine Lachiver
Marie-Christine Lachiver – francuska siatkarka. W latach 1984–1988 rozegrała 144 meczów w reprezentacji Francji.